# آب نغون
آب نغون (مازو) (بالفارسية: آبنگون) هي منطقة سكنية تقع في قسم مازو الريفي، بمقاطعة أنديمشك التابعة محافظة خوزستان، إيران. يقدر عدد سكانها بـ 36 نسمة حسب الإحصاء السكاني الذي تمّ في عام 2006.